# Centrum Wyszkolenia Broni Pancernych
Centrum Wyszkolenia Broni Pancernych (CWBPanc) – centrum wyszkolenia broni pancernych Wojska Polskiego II RP.

## Geneza Centrum
Początki wojskowego szkolnictwa motoryzacyjnego w Wojsku Polskim sięgają 1919. W maju tego została utworzona w Krakowie Oficerska Szkoła Wojsk Samochodowych. Zajmowała się ona przekwalifikowaniem oficerów różnych rodzajów broni na oficerów samochodowych. Kurs trwał 6 miesięcy. Ponieważ ówczesna armia słabo była wyposażona w sprzęt samochodowy, zapotrzebowanie na oficerów służby samochodowej nie było duże. Dlatego też w Szkole kształciło się tylko 30 oficerów o odpowiednim przygotowaniu technicznym.
W 1920 powstała w Warszawie Oficerska Szkoła Czołgów i Samochodów. Ośrodek ten kształcił kilkudziesięciu oficerów – specjalistów dla potrzeb broni pancernej i służby samochodowej. Po jego powstaniu Szkoła w Krakowie została rozwiązana.
W latach 1922-1923 szkolnictwo wojskowe przechodziło reorganizację ze szkolnictwa typu wojennego na pokojowy. W rezultacie w czerwcu 1923, w Warszawie utworzono Oficerską Szkołę Inżynierii o 3-letnim programie nauczania. Po nauki następowała specjalizacja w trzech kierunkach:
1. Saperzy i wojska kolejowe,
2. Łączność,
3. Wojska samochodowe.

Szkoła wykształciła ok. 300 podchorążych.
Z dniem l października 1936 r. Szkołę przemianowano na Wyższą Szkołę Inżynierii. Wykształcenie techniczne i matematyczne było na poziomie politechniki. Szkolenie praktyczne odbywało się w miesiącach letnich w Modlinie i Jabłonnie.

## Działalność Centrum
W latach 1926-1931 nastąpiły kolejne reorganizacje w Wojsku Polskim, które doprowadziły do zmian w szkolnictwie wojskowym. 
W lutym 1927 w Warszawie została zorganizowana Szkoła Czołgów i Samochodów. Kadrę kierowniczą szkoły tworzyli:
- mjr piech. Jan Naspiński – zastępca komendanta,
- mjr piech. Władysław Liro – dyrektor nauk,
- mjr kaw. Tadeusz Ciecierski – wykładowca[1].

Powstawały centra wyszkolenia, zajmujące się kształceniem oficerów i podoficerów zawodowych oraz ich dokształcaniem i specjalizacją. W związku z tym w lipcu 1930 Szkoła Czołgów i Samochodów w Warszawie została rozformowana, a w jej miejsce utworzono Centrum Wyszkolenia Broni Pancernych, a 15 marca 1934 przeniesiono je do Twierdzy Modlin, zmieniając jednocześnie jego nazwę na Centrum Wyszkolenia Czołgów i Samochodów Pancernych. Ponadto od 1927 istniała w Warszawie Szkoła Podoficerów Zawodowych Czołgów i Samochodów Pancernych.
Na początku lat trzydziestych siłą uderzeniową wielu armii na świecie stała się bron pancerna. W Wojsku Polskim ten rodzaj broni był słabo rozwinięty. Do 1930 oddziały pancerno-motorowe wchodziły w skład piechoty. Na początku trzydziestych lat wyodrębniono je w samodzielny rodzaj broni i rozpoczęto rozbudowywać.
Pod koniec 1936 ze względu na rozwój wojsk pancerno-motorowych wzrosło zapotrzebowanie na kadrę oficerska i podoficerską tego rodzaju wojsk. Z tego powodu w Centrum Wyszkolenia Broni Pancernej zorganizowano, Szkołę Podchorążych Broni Pancernych, a przy niej 9-miesięczny Kurs Aplikacyjny dla Oficerów i Kompanię Szkolną dla Małoletnich. Szkolenie kierowców i mechaników dla całego wojska prowadziły początkowo kolumny dywizjonów samochodowych, a następnie bataliony pancerne. W okresie dwudziestolecia międzywojennego wojskowe szkolnictwo samochodowe i broni pancernej wyszkoliło łącznie ponad 10 tys. oficerów, podoficerów oraz kierowców i mechaników.
Przed wybuchem wojny w skład CWBPanc. wchodziły:
- Szkoła Podchorążych Broni Pancernych (batalion podchorążych zawodowych szkolący 180 podchorążych),
- baon podchorążych rezerwy szkolący 180 podchorążych,
- 9 miesięczny Kurs Aplikacyjny dla Oficerów,
- Kompania Szkolna dla Małoletnich,
- 11 Batalion Pancerny,
- ćwiczebna kompania czołgów,
- kompania techniczno gospodarcza,
- pododdziały obsługi

## Mobilizacja
Centrum Wyszkolenia Broni Pancernych w Modlinie było jednostką mobilizującą. W sierpniu 1939 centrum, zgodnie z planem mobilizacyjnym „W”, sformowało siedem pododdziałów broni pancernych, w tym:

w alarmie, w grupie jednostek oznaczonych kolorem żółtym:
- Dywizjon Pancerny Nr 11 dla Mazowieckiej BK,

w alarmie, w grupie jednostek oznaczonych kolorem czarnym:
- Samodzielna Kompania Czołgów Rozpoznawczych Nr 11 dla Warszawskiej BPanc-Mot,
- Samodzielna Kompania Czołgów Lekkich Nr 12 dla Warszawskiej BPanc-Mot,

w I rzucie mobilizacji powszechnej:
- Park Ruchomy Broni Pancernych Nr 1 (bez czołówki) dla Odwodu Naczelnego Wodza,
- Czołówka Reperacyjna Nr 11 dla Armii „Poznań”,
- Czołówka Reperacyjna Nr 12 dla Odwodu Naczelnego Wodza,

w II rzucie mobilizacji powszechnej:
- Park Ruchomy Broni Pancernych Nr 12 (bez czołówki) dla Armii „Modlin”[a][2].

Ponadto w dniach 2-5 września 1939 Centrum Wyszkolenia Broni Pancernych wspólnie z 3 Batalionem Pancernym zaimprowizowało dwa pododdziały, które weszły w skład Grupy Pancerno-Motorowej Dowództwa Obrony Warszawy:
- 1 Kompania Czołgów Lekkich Dowództwa Obrony Warszawy,
- Kompania Czołgów Rozpoznawczych Dowództwa Obrony Warszawy.

## Sztandar Szkoły Podchorążych Broni Pancernych
Szkoły Podchorążych Broni Pancernych otrzymała sztandar 26 maja 1938 w Warszawie na Polu Mokotowskim.
We wrześniu 1939 sztandar szkoły ewakuowano do Ośrodka Zapasowego w Żurawicy, potem przewieziono go do Podkamienia za Lwowem. Stamtąd dotarł wraz z kolumną ewakuacyjną nad granicę węgierską w rejonie Jabłonicy. 18 września około 14:00 spalono sztandar.

## Wyszkolenie formacji pancernych na obczyźnie
Po klęsce wrześniowej wraz z rozpoczęciem formowania Wojska Polskiego we Francji zorganizowano także szkolnictwo wojskowe. Składało się ono z oficerskich ośrodków wyszkolenia, szkół podchorążych i szkół podoficerskich. W St. Cecile i Bollene prowadzono kursy wyszkolenia oficerów i podchorążych broni pancernej już w końcu 1939. Na wiosnę 1940 rozpoczęło funkcjonowanie Centrum Wyszkolenia Broni Pancernej w Serignan. Kształciło się tam 205 oficerów oraz 1144 żołnierzy – kierowców i mechaników broni pancernej i służby transportowej.
Po klęsce Francji odtworzono Wojsko Polskie w Wielkiej Brytanii, głównie na terenie Szkocji, gdzie rozmieszczono najważniejsze ośrodki polskiego szkolnictwa wojskowego. Obóz szkoleniowy w Crawford od 12 września 1940 otrzymał nazwę Centralnego Ośrodka Wyszkolenia. Obozowi temu podporządkowany został Ośrodek Wyszkolenia Broni Pancernej i Zmotoryzowanej z siedzibą w Blairgowre i Rattray, w późniejszym okresie zmieniony w Centrum Wyszkolenia Broni Pancernej i Zmotoryzowanej. W sierpniu 1943 Centrum przeszło reorganizację, w wyniku której powstały szkoły: broni pancernej, techniczna i motoryzacyjna oraz oddziały zapasowe broni pancernych. Do wiosny 1944 w trakcie 29 kursów przeszkolono w Centrum 432 oficerów.
Z kolei w ZSRR w Kaindze (Kirgiska SRR) powstało Centrum Wyszkolenia Broni Pancernych. W czasie pierwszej ewakuacji w marcu 1942 przeniesiono je na teren Iranu, następnie do Iraku, a w 1943 do Palestyny i dalej do Egiptu do obozu w Quassasin w delcie Nilu.

## Kadra centrum
Komendanci
- mjr sam. Wacław Hryniewski (do VII 1929)
- mjr / ppłk piech. Władysław Liro (VII 1929 – VII 1933)
- ppłk dypl. Jerzy Levittoux (p.o. 1933-1934 i kmdt 1934-1936)
- ppłk dypl. Karol Hodała (1936-1938)
- ppłk dypl. piech. Antoni Marian Korczyński (p.o. 1938-1939)

Obsada personalna w marcu 1939
Komenda Centrum
- p.o. komendanta – ppłk dypl. piech. Antoni Marian Korczyński
- adiutant – kpt. adm. (piech.) Adam Kogut
- starszy lekarz medycyny – por. lek. Mieczysław Kozakiewicz
- dyrektor nauk - mjr br. panc. inż. Romuald Prewysz-Kwinto
- kierownik kursów – mjr br. panc. Czesław Buszkiewicz[b]
- wykładowca – mjr br. panc. inż. Leopold Żukowski †1940 Charków
- zastępca komendanta ds.gospodarczych – mjr br. panc. Józef Kazak
- oficer mobilizacyjny – kpt. adm. (br. panc.) Zdzisław Adolf Czajkowski[c]
- oficer administracyjno-materiałowy – kpt. br. panc. Leon Wawrzyniec Jankowski
- oficer gospodarczy – kpt. int. Jan Sopiński
- oficer żywnościowy – chor. Kazimierz Szczeciński
- dowódca kompanii gospodarczej – kpt. br. panc. Jan Jakuszko †1940 Katyń[5]

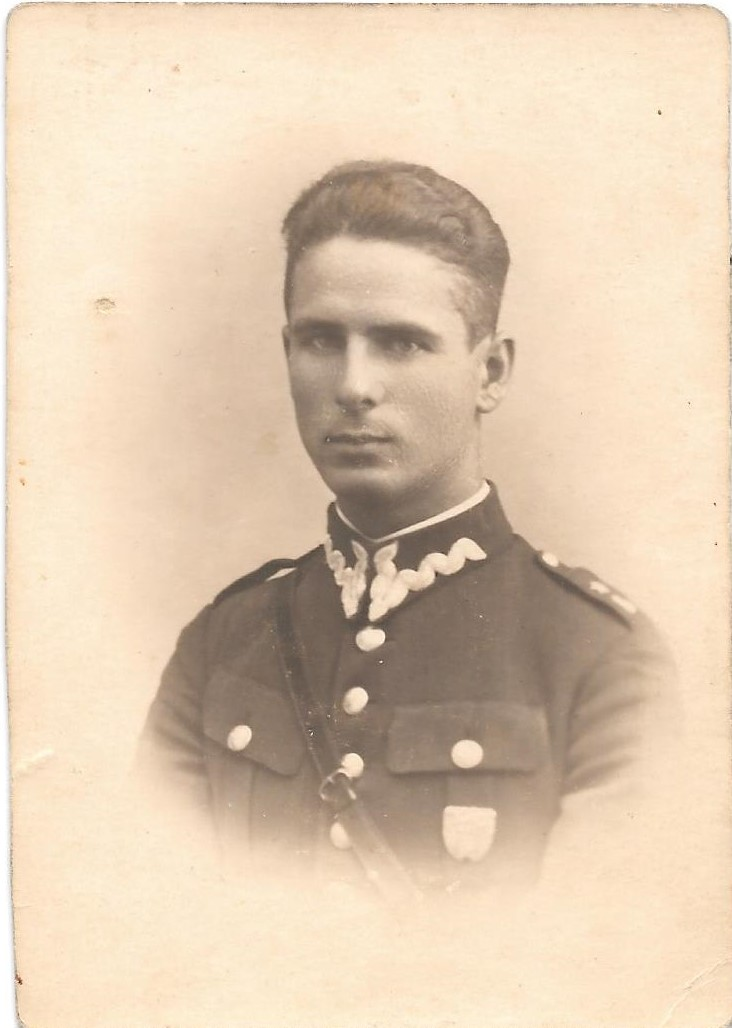
Kpt. br. panc. Stanisław Kozieł

Szkoła Podchorążych Broni Pancernych
- komendant – mjr br. panc. Bronisław Brągiel
- adiutant – kpt. br. panc. Bronisław Ignacy Barabasz
- dowódca 1 kompanii podchorążych rezerwy – kpt. br. panc. Ludwik Meisner †1940 Katyń
- oficer strzelecki – por. br. panc. Tadeusz Józef Zamorski
- dowódca I plutonu – kpt. br. panc. Feliks Michałkowski
- dowódca II plutonu – por. br. panc. Stefan Widort
- dowódca III plutonu – kpt. br. panc. Stanisław Kozieł †1940 Katyń
- oficer strzelecki – por. br. panc. Edward Uściński

Batalion Doświadczalny
Oficerowie
- kpt. Stanisław Szostak
- rtm. Stanisław Bolesław Kowalczewski
- por. piech. Aleksander Stefanowicz

## Absolwenci i uczniowie Szkoły Podchorążych Broni Pancernych
13 września 1939 Naczelny Wódz marszałek Polski Edward Śmigły-Rydz mianował podporucznikami w korpusie oficerów broni pancernych:
- podchorążych ostatniego rocznika (normalna promocja 1939) ze starszeństwem z dnia 1 sierpnia 1939,
- podchorążych przedostatniego rocznika (promocja normalna 1940) ze starszeństwem z dnia 1 września 1939.

I promocja (1936–1939)
- Tomasz Kostuch
- Zbigniew Piasecki

II promocja (1937–1940)
- Leonid Fiedoruk (sowiecka niewola)
- Tadeusz Karczewski (sowiecka niewola)
- Jan Kiselka †1940 Katyń[6]
- Ludwik Marowski (sowiecka niewola)
- Mieczysław Sawicki

III promocja (1938–1939)
- Franciszek Baczyński †1940 Katyń[7]
- Ludwik Besser (sowiecka niewola)
- Józef Strukowski (sowiecka niewola)

## Absolwenci Szkoły Podchorążych Rezerwy Broni Pancernych
- Leonid Fiedoruk (1936-1937)
- Zygmunt Nagórski (1936–1937)